# Cantó de Hazebrouck-Nord
El cantó de Hazebrouck-Nord (neerlandès Kanton Hazebroek-Noord) és una divisió administrativa francesa situat al departament del Nord a la regió dels Alts de França. Forma part del Westhoek (Flandes francès).

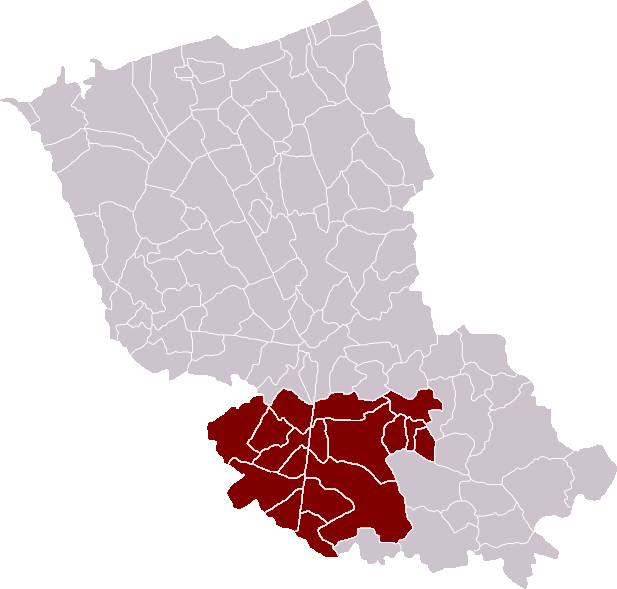
Situació del cantó

## Composició
El cantó aplega 10 comunes: 
| Nom francès   | Nom flamenc | Població | Codi Postal | Codi INSEE |
| Blaringhem    | Blaringem   | 1.791    | 59173       | 59084      |
| Caëstre       | Kaaster     | 1.677    | 59190       | 59120      |
| Ebblinghem    | Ebblinghem  | 554      | 59173       | 59184      |
| Hazebrouck    | Hazebroek   | 21.396   | 59190       | 59295      |
| Hondeghem     | Hondegem    | 936      | 59190       | 59308      |
| Lynde         | Linde       | 591      | 59173       | 59366      |
| Renescure     | Ruisscheure | 2.086    | 59173       | 59497      |
| Sercus        | Zerkel      | 343      | 59173       | 59568      |
| Staple        | Stapel      | 610      | 59190       | 59577      |
| Wallon-Cappel | Waalskappel | 831      | 59190       | 59634      |

## Història
| Data d'elecció                           | Identitat            | Partit | Qualitat |
| ---------------------------------------- | -------------------- | ------ | -------- |
| 2008-                                    | Jean-Pierre Alossery | PS     |          |
| les dades anteriors no són pas conegudes |                      |        |          |
|                                          |                      |        |          |

## Demografia
| 1962 | 1968  | 1975  | 1982  | 1990  | 1999  | 2006   |
| ---- | ----- | ----- | ----- | ----- | ----- | ------ |
| -    | 7.419 | 7.446 | 7.923 | 8.995 | 9.419 | 22.982 |